# Система за иновация
Терминът за системи за технологична иновация (исп. Sistemas de innovación tecnológica) и по-общо системи за иновация (виж също награди за иновации на British Council) посочва, че при разпределението на технологии и определена информация сред потребители, специалисти, иноватори, бизнеси, предприятия и неправителствени организации, както и институции, комуникацията и срещите между тях е важен аспект при процесите на иновации. Това съдържа положителните взаимодействия между иноваторите, технологични специалисти, лидери, както и действащи технологични или по организацията на срещите лица, които да превърнат идеята в работещ научен проект или бизнес, а също дори и в пазарен процес, на базата на технологична работа, технологичен или софтуерен продукт и услуга.

## Развитие на иновационните сфери и разпространение на иновациите
Системите за иновации са структури за разбирането на иновациите, които станаха известни сред законодателите и изследователите на иновациите първо в Европа, а после и в останалата част на света след възприемането на идеята от Световната банка и структурите на ООН. „Системата за иновации“ е първоначално въведена от през 1985, но „както той и колегите му първи биха изтъкнали, идеята всъщност може да се проследи до Фридрих Лист и неговата „Национална система за политическа икономика“ (1841), която преспокойно е можела да бъде наречена „Национална система за иновации““ (Freeman, 1995). Кристофър Фрийман въвел израза „Национална иновационна система“ в неговото изследване от 1988 върху успеха на японската икономика 
Идеята, наричана често „Национална система за иновации“ по-късно е използвана за региони и сектори Според теорията за иновационна система, иновациите и развитието на технологиите са резултат от сложни взаимовръзки между действащите лица в системата, които включват предприятия, университети и изследователски институти.
Видове иновационни системи от географска гледна точка са националната иновационна система и мрежа, регионалната иновационна система и мрежа, и местна иновационна система, още като отделни подвидове или раздели са технологична иновационна система и в икономиката секторната иновационна система.
Не съществува консенсус относно ясното определение за иновационна система и идеята тепърва се заражда. Иновацията често е резултат от взаимодействието на редица фактори и терминът иновационна екосистема често се използва, за да подчертае този факт. За някои този термин е просто заместител или синоним на иновационна система. Други правят разграничени между двете, като използват иновационна система за планувана иновационна среда, а иновационна екосистема за екологична иновационна среда.

### Разбиране за Националната иновационна система и мрежа
Всяка национална иновационна система и мрежа се определя от отделни характеристики, които се обуславят от националните традиции в изобретенията и иновациите, като например руската национална мрежа от университети, сайтове и потребителите им, както и изобретатили и изучаващи тези изобретения, английската мрежа от изобретатели (става дума не само за технологии, но и за медицина, химия), американска мрежа за иновации (физика), европейска мрежа (потребители на иновациите).
Примери и определения:
- ”мрежата от институции в публичния и частен сектор, чиито дейности и взаимодействия задават, внасят, променят и разпространяват нови технологии.“ (Freeman, 1987)
- „елементите и връзките, които взаимодействат в производството, разпространението и използването на ново и икономично полезно знание...и се намират в границите на една национална държава.“ (Lundvall, 1992)
- „набор от институции, чиито взаимодействия определят иновативното представяне... на национални фирми.“ (Nelson, 1993)
- „националните институции, техните инициативни структури и техните компетенции, които определят нивото и посоката на технологично обучение (или обема и структурата на предизвикващи промяна дейности).“ (Patel and Pavitt, 1994)
- „този набор от отделни институции, които заедно допринасят за развитието и разпространяването на нови технологии и които определят рамката, в която правителствата оформят и задействат политики, с които да повлияят на иновационния процес. Така, това е система от взаимосвързани институции, която създава, складира и разпространява знание, умения, и артефакти, с които се определят нови технологии.“ (Metcalfe, 1995)
- „човешка обществена мрежа, чието поведение наподобява обществено-биологична система, в която гората са създали модели на поведение, което свежда до минимум разходите при трансакции, породени от обществени бариери като география, липса на доверие, различия в културата и езика, и неефикасни обществени мрежи.“ (Hwang and Horowitt, 2012)[5]